# Joc de taula

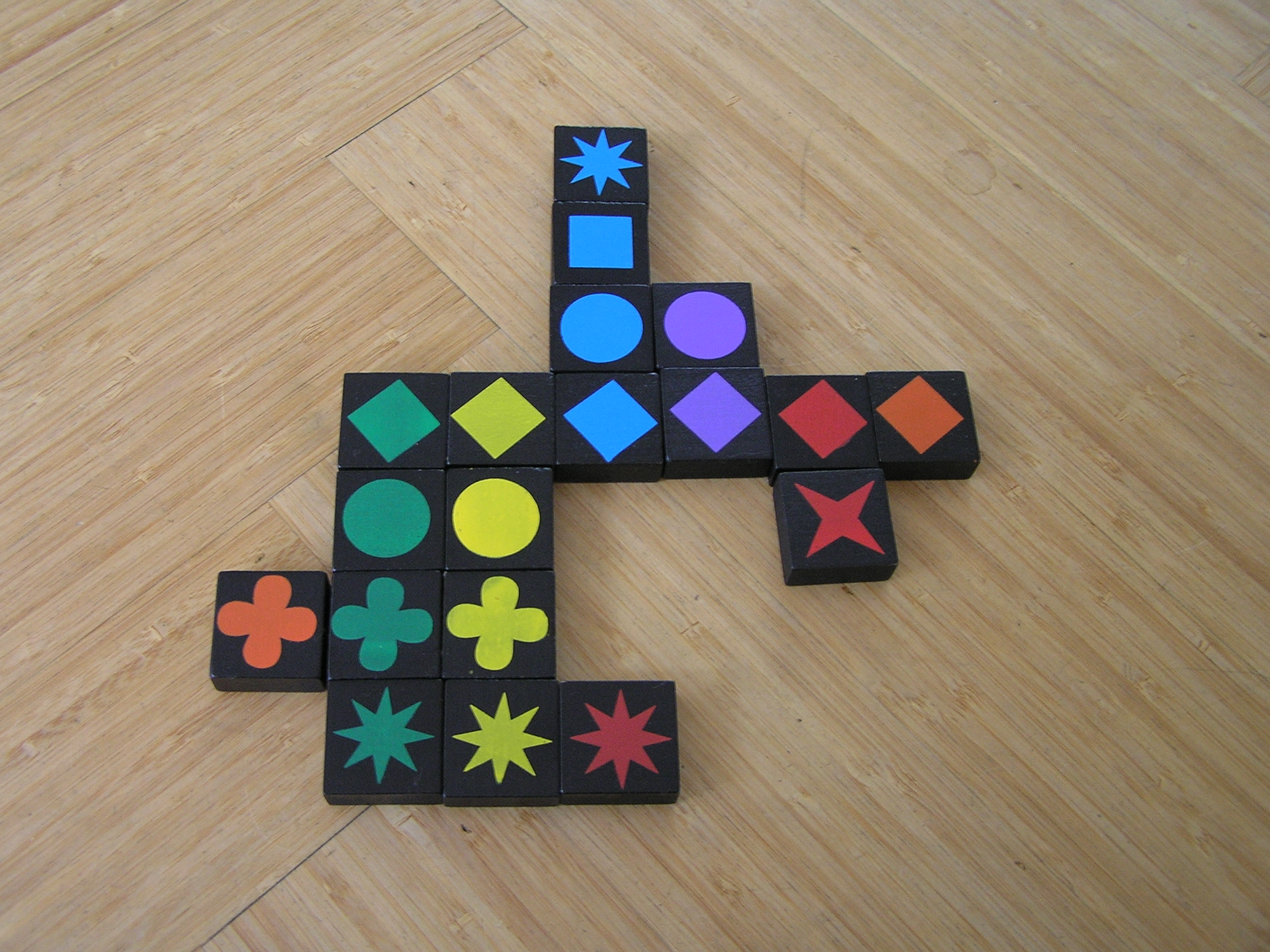
Peces de Qwirkle, un joc de taula.

Joc de taula és un terme general que s'usa per a referir-se a diversos tipus de jocs que se solen jugar al voltant d'una taula, com ara jocs de cartes, jocs de tauler, jocs de saló, jocs de guerra, dòmino i d'altres jocs que es juguen normalment damunt una taula o d'una altra superfície plana i on hi intervenen sovint l'estratègia i l'atzar.
En català sovint hi ha confusió entre els conceptes joc de taula i joc de tauler, amb molta gent que restringeix el significat del primer al segon. El terme s'utilitza per a distingir aquests tipus de jocs de, entre d'altres, els esports i els videojocs, els quals avui dia gaudeixen de més popularitat que la majoria dels jocs de taula. En el cas dels jocs de rol el terme distingeix entre els jocs de rol tradicional (de taula), els jocs de rol en viu i els jocs de rol per ordinador.
Els jocs de taula tenen efectes positius en els seus practicants, perquè eviten l'aïllament i potencien la interacció entre persones, compartint sentiments i sensacions, i fomenten la memorització i l'atenció, i fomenten la planificació, organització i l'agilitat mental per la rapidesa en el càlcul.

## Història
Els jocs de tauler tenen una història llarga i s'han jugat en la majoria de les cultures i societats. Els jocs de taula clàssics es divideixen en quatre categories de jocs: jocs de carreres com el Pachisi, jocs espacials com el tres en ratlla, jocs de persecució com el tablut i jocs de desplaçament com els escacs.

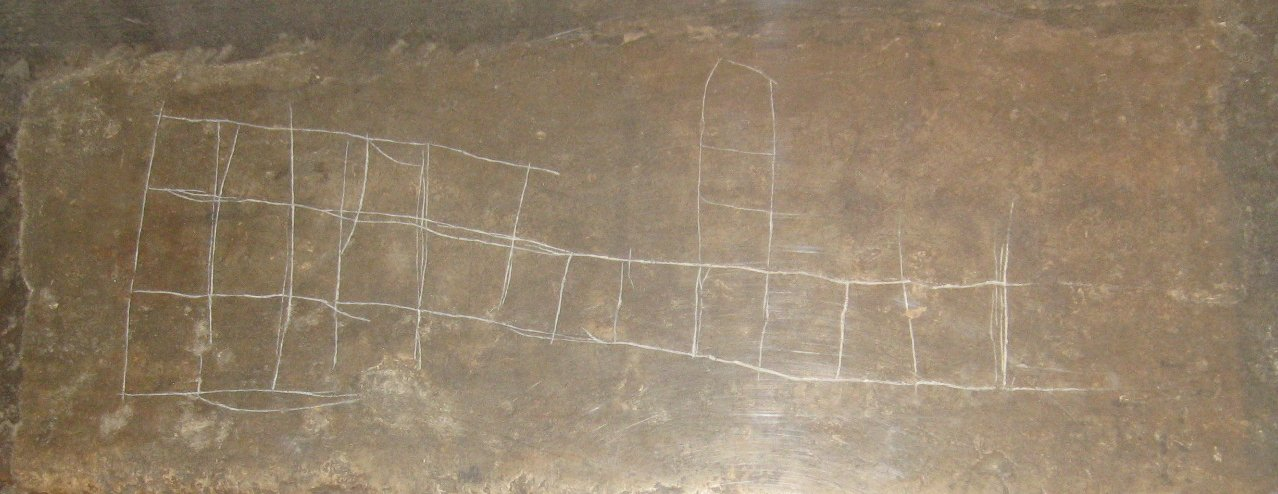
Una versió del joc reial d'Ur gravada en pedra al Museu Britànic

Els artefactes més antics considerats taulers de joc provenen de l'Orient Mitjà durant el Neolític, fa entre 6.000 i 10.000 anys, quan la gent de la regió va començar a conrear i residir en assentaments permanents. Durant l'edat del bronze apareixen més proves dels jocs de taula al Pròxim Orient, com el joc reial d'Ur que va excavar Sir Leonard Woolley a les Tombes Reials d'Ur, però els seus escrits documenten poc els jocs. Gran part dels jocs que va excavar es troben ara en el Museu Britànic de Londres, i un dels conservadors d'aquest museu, Irving Finkel n'ha traduït les regles a partir de tauletes cuneïformes. El backgammon es va originar a l'antiga Mesopotàmia fa més de 5.000 anys. L'Ashtapada, els escacs, pachisi i chaupar es van originar a l'Índia, i el Go i el Liubo es van originar a la Xina. Patolli es va originar a Mesoamèrica interpretada pels antics asteques. A la tomba reial de Merknera es troba la primera mostra de l'antic joc egipci senet, trobat als enterraments predinàstics i de la Primera Dinastia d'Egipte, c. 3500 aC i 3100 aC respectivament. Mehen també prové de l'Egipte predinàstic. gossos i xacals, un altre joc de taula egipci antic, va aparèixer cap al 2000 aC.
Els jocs d'estil europeu, que tenen unes regles relativament simples, durada de joc no excessivament llarga, i requereixen una estratègia acurada, tenen una llarga tradició. Els registres més antics sobre jocs de taula d'Europa es remunten a la Ilíada d'Homer del segle viii aC en la que s'esmenta el joc Petteia, que evolucionaria posteriorment al romà Ludus Latrunculorum. L'antic joc nòrdic d'Hnefatafl es va desenvolupar abans del 400 dC, i a Irlanda, el joc de Fidchell es remunta a almenys al 144 dC. El manuscrit d'Alfons X de Castella Libro de axedrez, dados e tablas, també conegut simplement com a Libro de los juegos, és un text encomanat per Alfons X que tradueix a l'espanyol un gran nombre de documents àrabs sobre jocs. Molts d'aquests documents àrabs originals s'han perdut, així el llibre d'Alfons X és la primera codificació coneguda de molts jocs clàssics.
Els naips van ser les primeres representacions que apareixeren amb el naixement de la impremta conjuntament amb la Bíblia, utilitzant en alguns casos les mateixes il·lustracions. L'associació de daus i cartes amb el joc va fer que tots els jocs de daus, tret del backgammon fossin d'apostes. Els primers productors de jocs de taula de la segona meitat del segle xviii eren fabricants de mapes. La popularització mundial dels jocs de taula, amb temes i marques especials, va coincidir amb la formació del domini mundial de l'Imperi Britànic. Kriegsspiel és un gènere de joc de guerra desenvolupat a la Prússia del segle xix per ensenyar tàctiques de batalla als oficials.
A principis del segle xx, amb els canvis de sistemes productius en la indústria que van dur a la producció en sèrie i l'eliminació de bona part de la producció artesanal, es van abaratir costos de produccions en sèrie i van desaparèixer gran part dels petits fabricants. Entre 1960 i 1995 es van publicar als Estats Units i la Gran Bretanya una gran quantitat de jocs de tauler, que no es distribuïen en el gran comerç doncs que ho feien a través de les de botigues del mon del hobby, cosa que permetia als dissenyadors empènyer els límits dels jocs, que van de ser de pur conflicte a centrar-se en desenvolupar la temàtica (Ameritrash) o la mecànica (Joc d'estil europeu).

## Mecànica de joc
La mecànica de joc es construeix de les regles o els mètodes que van dissenyar per interacció amb l'estat de joc, per això proporciona jugabilitat. Tota mecànica d'ús dels jocs; tanmateix, les teories i els estils difereixen tan a la seva importància definitiva al joc. En general, el procés i estudi de disseny de joc, o Ludologia, és esforços per venir amunt amb mecànica de joc que permet per les persones que juguen un joc per tenir un comprometent, però no necessàriament diversió, experiència.
Hi ha diversos tipus de mecàniques de joc, per torns, punts d'acció, subhasta o aposta, cartes, captura o eliminació, dificultat creixent, daus, gestió de recursos, risc i recompensa, rol, posicionament de caselles, o gestió de treballadors. El rellotge de sorra també s'utilitza en molts casos per a limitar la durada dels torns de joc, permetent una partida més fluïda i donant temps als jugadors per planificar les seves accions.

### Joc d'estil europeu

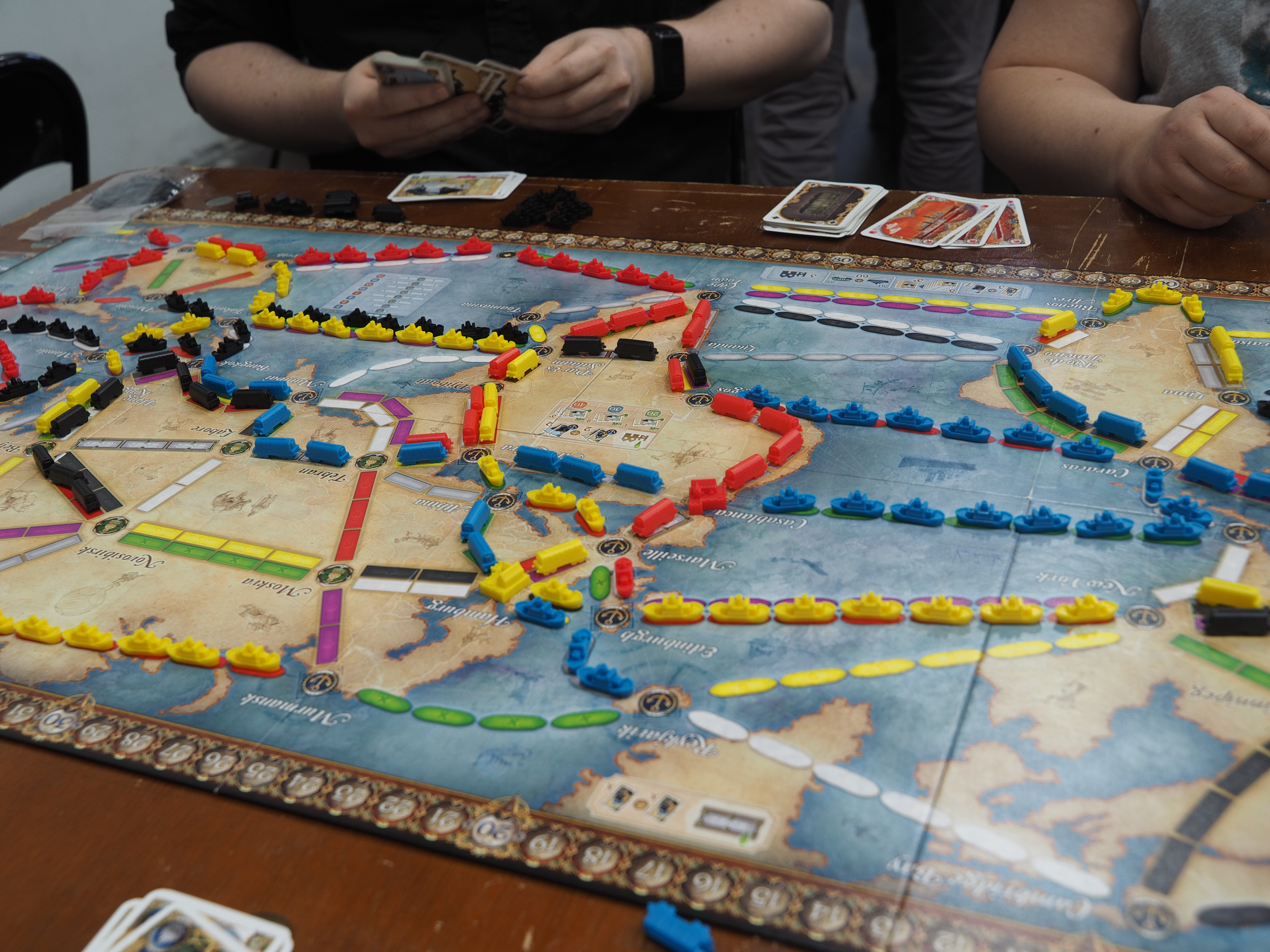
Partida de Ticket to Ride

Els jocs d'estil europeu es caracteritzen per unes regles relativament simples, uns components de qualitat i una durada de joc no excessivament llarga (habitualment inferior a les tres hores), però acostumen a ser més complexos i requereixen una estratègia més acurada que els anomenats «jocs de societat» (tipus Monopoly, Trivial Pursuit o Pictionary). A diferència dels jocs d'estratègia tradicionals, on el mecanisme de joc s'adapta a un tema determinat (especialment evident en els anomenats «jocs de guerra» o wargames), en els jocs d'estil europeu és sovint el mateix mecanisme de joc la part més important i sobre aquest mecanisme s'hi adapta un tema; d'aquesta manera un mateix joc (per tant, un mateix mecanisme) pot adaptar-se amb relativa facilitat a temes diferents. Amb una certa simplificació es podria dir que en els jocs d'estratègia tradicionals el tema determina el mecanisme, mentre que en els jocs d'estil europeu el mecanisme determina els possibles temes.

### Ameritrash
Els jocs de tipus Ameritrash són els que la temàtica és més important que la mecànica de joc, amb l'objectiu de ser immersius. Acostumen a estar ambientats en històries èpiques, situacions catastròfiques o mons de fantasia, en els què els jugadors han d'aconseguir els seus objectius a qualsevol preu. Alguns dels jocs son Gloomhaven, Descent, Scyte, Zombicide o Blood Rage.

### Fillers
De vegades anomenats també jocs de taula lleugers, es refereix al tipus de joc que es caracteritza principalment per tindre uns regles molt senzilles i/o que són molt ràpids de jugar. Aquest tipus de jocs molt poques vegades seran jocs profunds o que necessitin una estratègia molt elaborada per guanyar. Són excel·lents per introduir a gent al món dels jocs de taula.

### Cooperatius
Un joc de taula cooperatiu és un joc de taula on els jugadors cooperen junts per obtenir un objectiu comú, donant com a resultat que o ve guanyen o perden com a grup. Normalment els jugadors juguen contra el propi joc.

### Miniatures

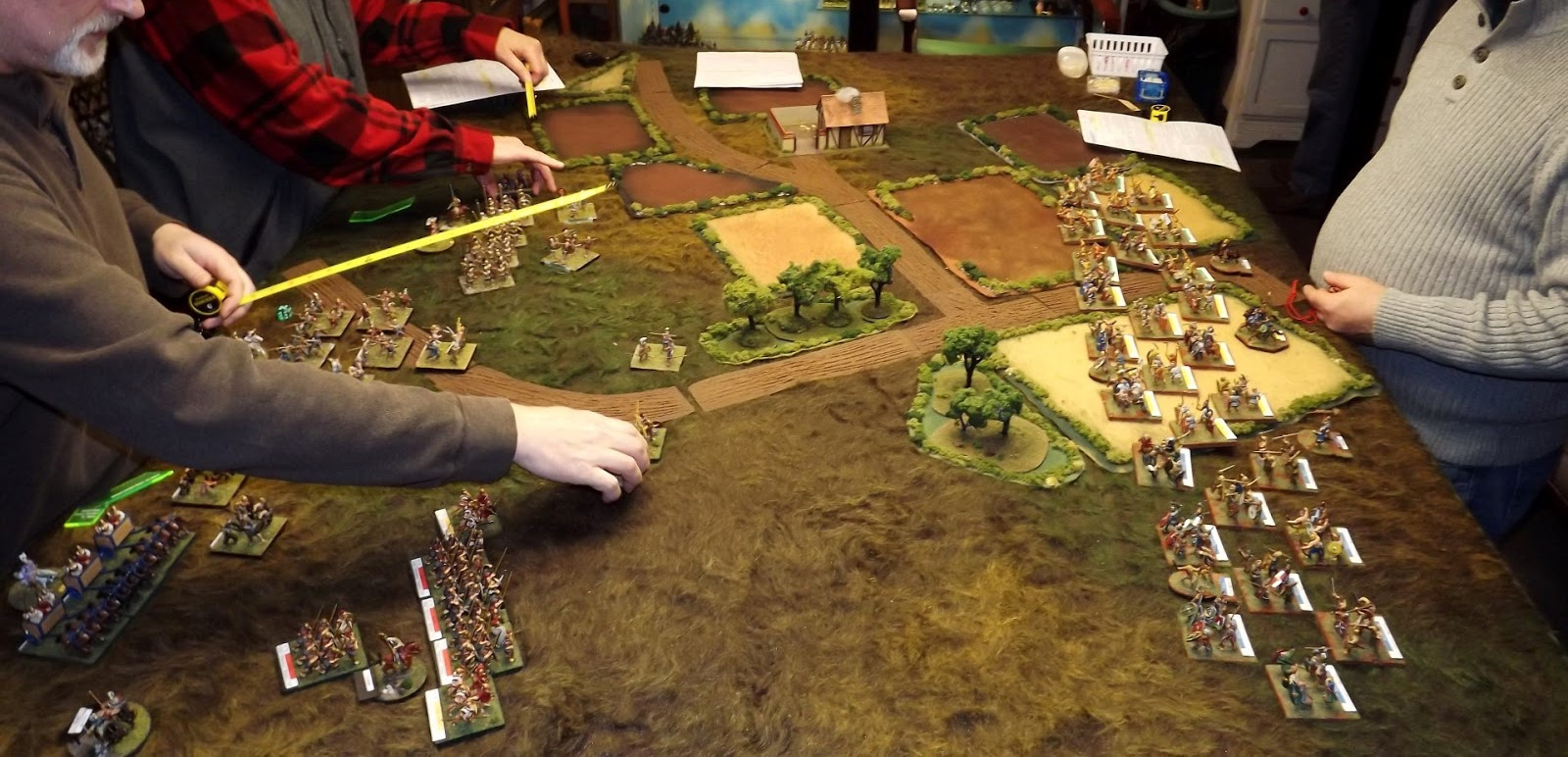
partida de joc de guerra de miniatures

Un joc de miniatures, de vegades anomenat joc de guerra de miniatures, és un tipus de joc de guerra que incorpora miniatures com a components principals del joc, que se solen situar en un tauler amb escenografia, normalment una maqueta o un diorama. Com tants altres jocs de guerra, se'l pot considerar un joc de simulació, generalment sobre combat tàctic.
Els orígens de l'afició començaren al voltant del segle xx, amb la publicació les regles de guerra naval de Fred T. Jane i Little Wars de H. G. Wells el 1913. El 1929 es publicà un llibre similar, titulat Shambattle: How to Play with Toy Soldiers, per Harry Dowdall i Joseph Gleason. La comercialització de productes exclusius pels jugadors de jocs de miniatures es remunta als anys 50 amb els esforços de Jack Scruby. Després, els anys 60 i 70 els jocs de miniatures de fantasia i ciència-ficció cresqueren com a alternativa als jocs que estaven ambientats en conflictes històrics; tot seguit, emergiren companyies que s'hi dedicaven com ara Games Workshop, Spartan Games, Battlefront, Foundry, Warlord Games i Privateer Press.

### Rols ocults
En aquest tipus de jocs cada jugador assumeix el paper d'un personatge, la identitat del qual es manté en secret per a tots o una part dels altres participant durant tot el transcurs del joc. És freqüent que els jugadors es divideixin en dos bàndols, de forma que només un dels bàndols podrà aconseguir la victòria.
En els jocs de rol ocults és primordial l'engany i la capacitat deductiva dels participants, ja que l'estratègia de cada jugador és mantenir en secret la seva identitat i descobrir la dels altres participants.

### Joc de guerra

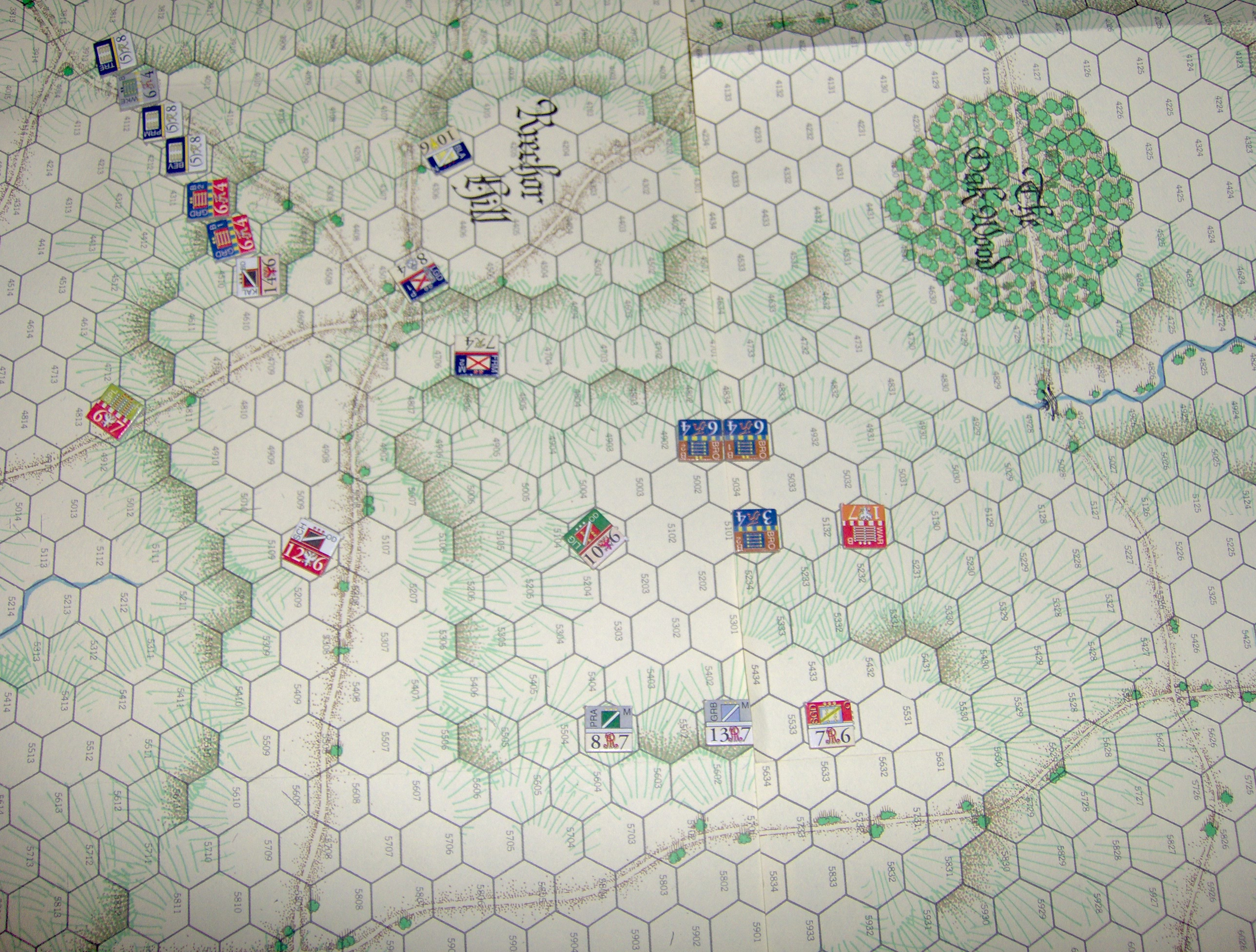
Típic joc de guerra de tauler de nivell tàctic, amb un mapa de retícula hexagonal i fitxes planes de cartró.

Un joc de guerra, també anomenat wargame o joc de simulació de conflictes és un tipus de joc, habitualment de tauler o de miniatures, en què dos o més jugadors (anomenats wargamers o també grognards) simulen un conflicte militar, una campanya o una batalla concreta, ja sigui des d'un punt de vista tàctic, operacional, estratègic o gran estratègic.
Els clàssics jocs de guerra de tauler van tenir un gran moment d'expansió a la dècada de 1980 i, després d'un període d'estancament i esgotament, van ressorgir a mitjans de la dècada de 1990 amb jocs en què els moviments, combat o altres esdeveniments tenen lloc mitjançant cartes, d'estètica i concepte similar als Jocs de Cartes Col·leccionables, i els anomenats eurowargames, a mig camí d'un joc de guerra clàssic i un joc d'estil europeu.

### Jocs de Rol o JDR

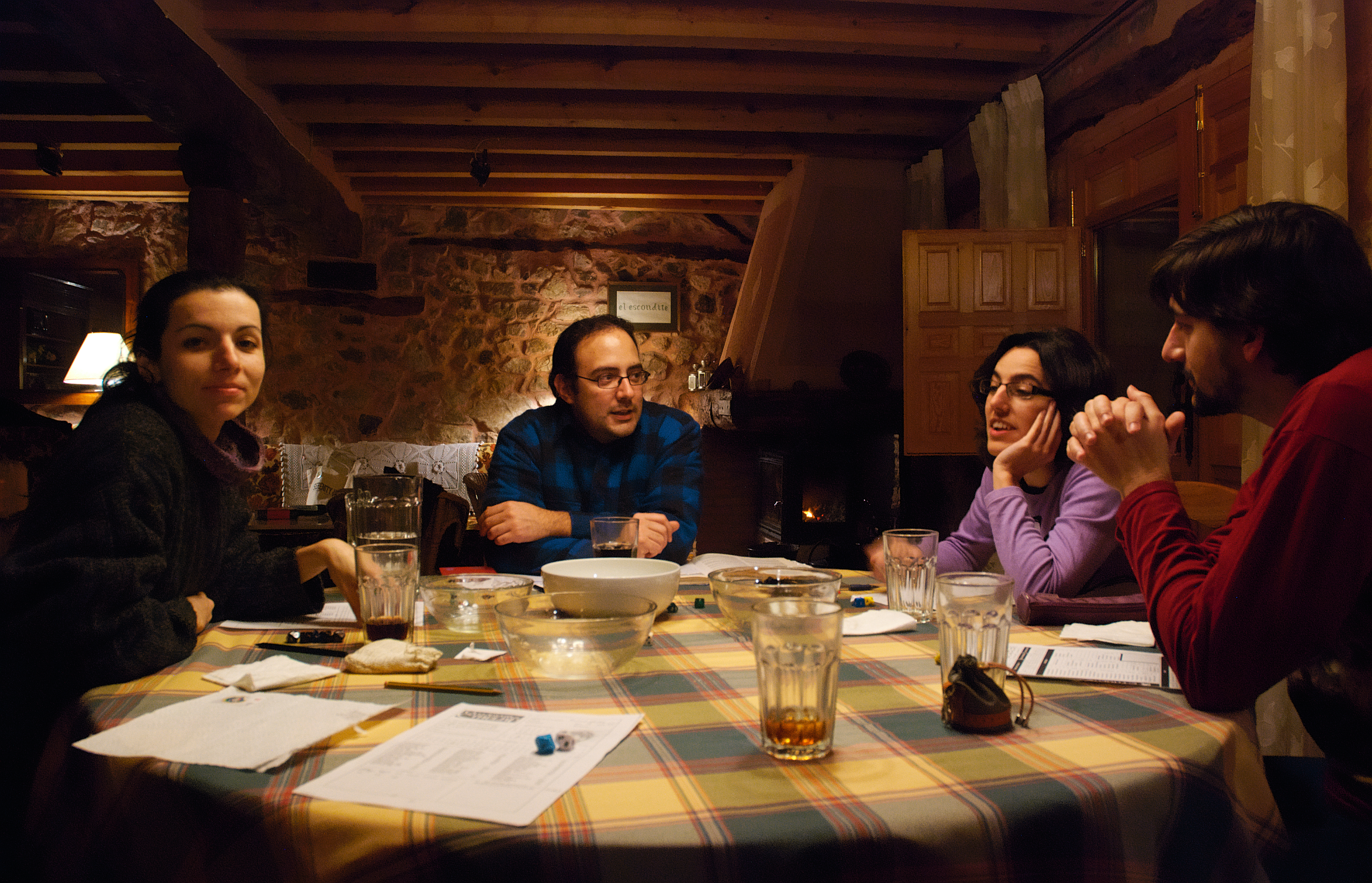
Jugadors de rol en una partida privada

Un joc de rol de taula (o joc de rol de llapis i paper) és una forma de joc de rol (RPG) en què els participants descriuen les accions dels seus personatges a través del discurs. Els participants determinen les accions dels seus personatges basant-se en la seva caracterització, i les accions tenen èxit o fallen segons un conjunt de normes i directrius seguint un sistema formal. Dins de les regles, els jugadors tenen llibertat d'improvisar; les seves opcions configuren la direcció i el resultat del joc.

### Construcció de Baralles

#### CCG (Jocs de Cartes Col·leccionables)

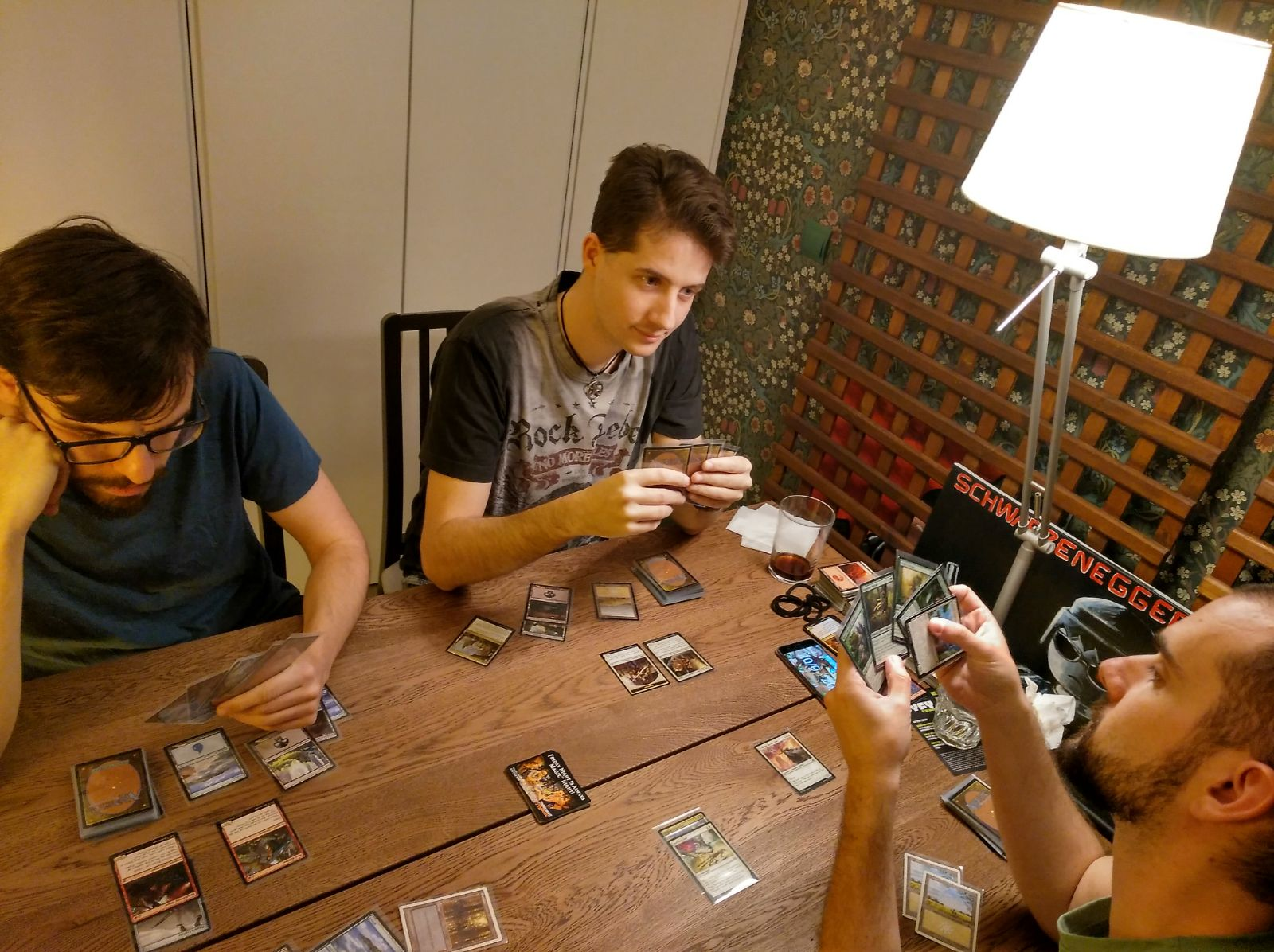
Un grup de jugadors competint en la modalitat "draft" en què, amb sobres nous, improvisen els malls abans de la partida

Jocs de cartes col·leccionables barregen l'estratègia de formació de baralles i el col·leccionisme de cartes. No estan basats en una baralla tancada, atès que cada jugador participa en el joc amb una baralla pròpia, construïda a partir de la seva col·lecció de cartes tot seguint unes normes determinades. En destaca Magic: The Gathering, que va iniciar aquest tipus de jocs en 1993, Pokémon, Vampire:TES, Star Wars CCG o Star Trek CCG. El conjunt de cartes seleccionables per confeccionar la baralla s'amplia constantment amb l'edició de noves cartes, en paquets amb contingut aleatori, tot i que puguin tenir conjunts preconstruits fixes, que introdueixen noves estratègies de joc. Molts d'aquests jocs han acabat tenint una versió electrònica per jugar a Internet amb altres persones. Un nou joc d'aquesta modalitat seria Astral Masters, per exemple.
Els Jocs de Cartes Col·leccionables han desenvolupat un mercat secundari, en què jugadors i botigues compren, venen i intercanvien cartes, que prenen valors canviants en funció de la seva raresa i jugabilitat.

#### Jocs de Cartes Vius
Els jocs de cartes vius, o LCG (Living Card Game) son jocs en què tant les baralles inicials com les ampliacions son de contingut fixe, a diferència dels Jocs de Cartes Col·leccionables, en què bona part del joc es distribueix en paquets de contingut aleatori. Alguns dels jocs d'aquesta categoria son Arkham Horror LCG, Lord Of The Rings LCG o Game Of Thrones LCG.